# Dálnice v Německu

Dálnice

Systém dálnic v Německu (německy Autobahn) patří k nejhustším dálničním sítím na světě a je svými 12 044 km délky (2007) čtvrtým nejdelším dálničním národním systémem – po Interstate Highway System v USA (77 017 km); National Trunk Highway System v Číně (45 400 km) a dálničním systémem ve Francii (12 956 km).

## Všeobecné údaje

K dálnici do Berlína

Dálnice jsou v Německu označovány jako Autobahn, s následujícím číslem např. Autobahn 10 (zkráceně A10), nebo Bundesautobahn (spolková dálnice), např. Bundesautobahn 100 (zkráceně BAB100).

### Rychlostní limit

„Omezení rychlosti zrušeno“

Otázka zavedení rychlostního limitu na německých dálnicích je stará několik desítek let a vyznačuje se velmi bouřlivou diskusí, kde na jedné straně stojí zastánci motta „Freie Fahrt für freie Bürger“ (přibližně: „volná / svobodná jízda pro svobodné občany“), na druhé straně pak mnoho expertů z oblastí úrazovosti, ochrany prostředí atd.
Německé dálnice jsou v tomto ohledu jistým unikátem: na přibližně jedné polovině délky není rychlost pro osobní vozy nikterak omezena, platí zde pouze všeobecné, avšak nezávazné doporučení, dodržovat dobrovolný limit 130 km/hod. Přibližně jedna třetina dálnic má pak trvající omezení rychlosti, zbytek se řídí hustotou dopravy a jinými faktory.

### Mýto

Vyznačení mýtného

Dlouhé diskuse byly v Německu vedeny i o zavedení mýta (jinak v Evropě všeobecně zavedená zvyklost). Nakonec se částečně prosadily argumenty, podle kterých náklady na stavbu a údržbu dálnic musí být placeny dopravními subjekty. Tyto náklady jsou vysoké – podle všeobecně uznávaných názorů obnášejí 6 až 12 milionů € na kilometr, podle jiných pramenů pak dosahují 26 milionů € na kilometr. Situace je navíc bizarní i tím, že Německo je svou polohou tranzitní zemí, jejíž silnice jsou používány přepravními společnostmi mnoha zemí.
K 31. srpnu 2003 bylo proto zavedeno pro nákladní automobily (přes 12 tun) mýtné; vzhledem k technickým potížím provozovatelských firem je však přepracovaný systém v provozu až od 1. ledna 2005.

## Dějiny německých dálnic
Německé dálnice bývají obvykle spojovány s expanzivní politikou a militarizací Hitlerova Německa. To odpovídá ovšem jen v tom smyslu, že Hitler urychlenou výstavbu dálnic skutečně prosazoval. Myšlenka dálnic je však starší a její důvody jiné.
I když pojem Autobahn vznikl až roku 1929, jsou první dálnice staršího data: za první dálnici vůbec je považován závodní okruh AVUS v Berlíně z roku 1921 (dnes součást dálnice 115), první delší dálnice v Německu, která spojovala dvě města, byla uvedena do provozu 1932 mezi městy Kolín nad Rýnem a Bonn.
Až od roku 1933 dochází k zesílené výstavbě dálnic v Německu. Je však nutno poznamenat, že jejich plánování započalo již dlouho před Hitlerovým uchopením moci, že jejich výstavba byla prováděna s cílem vytvoření pracovních příležitostí, že např. původně plánované mosty nebyly schopny unést tíhu těžších tanků, a že Hitlerova strana NSDAP ještě v době Výmarské republiky jejich výstavbu znemožnila.

## Organizace

Německá dálniční síť

Dálnice v Německu spadají pod správu spolkové vlády. Jejich číslování odpovídá přibližně následujícímu principu:
- dálnice ve směru sever-jih dostávají lichá čísla, ve směru západ-východ sudá
- jednomístné číslice označují dálnice, protínající napříč velké části Německa (číslo 10 pak má Berlínský okruh)
- dvoumístná čísla pak vyznačují dálnice v různých regionech a sice takto:
  - A10 a vyšší: Berlín, severovýchod Německa
  - A20 a vyšší: severní Německo
  - A30 a vyšší: Dolní Sasko, východní Vestfálsko (Lippe), Durynsko, Sasko
  - A40 a vyšší: Porýní/Porúří až do oblasti Mohuče

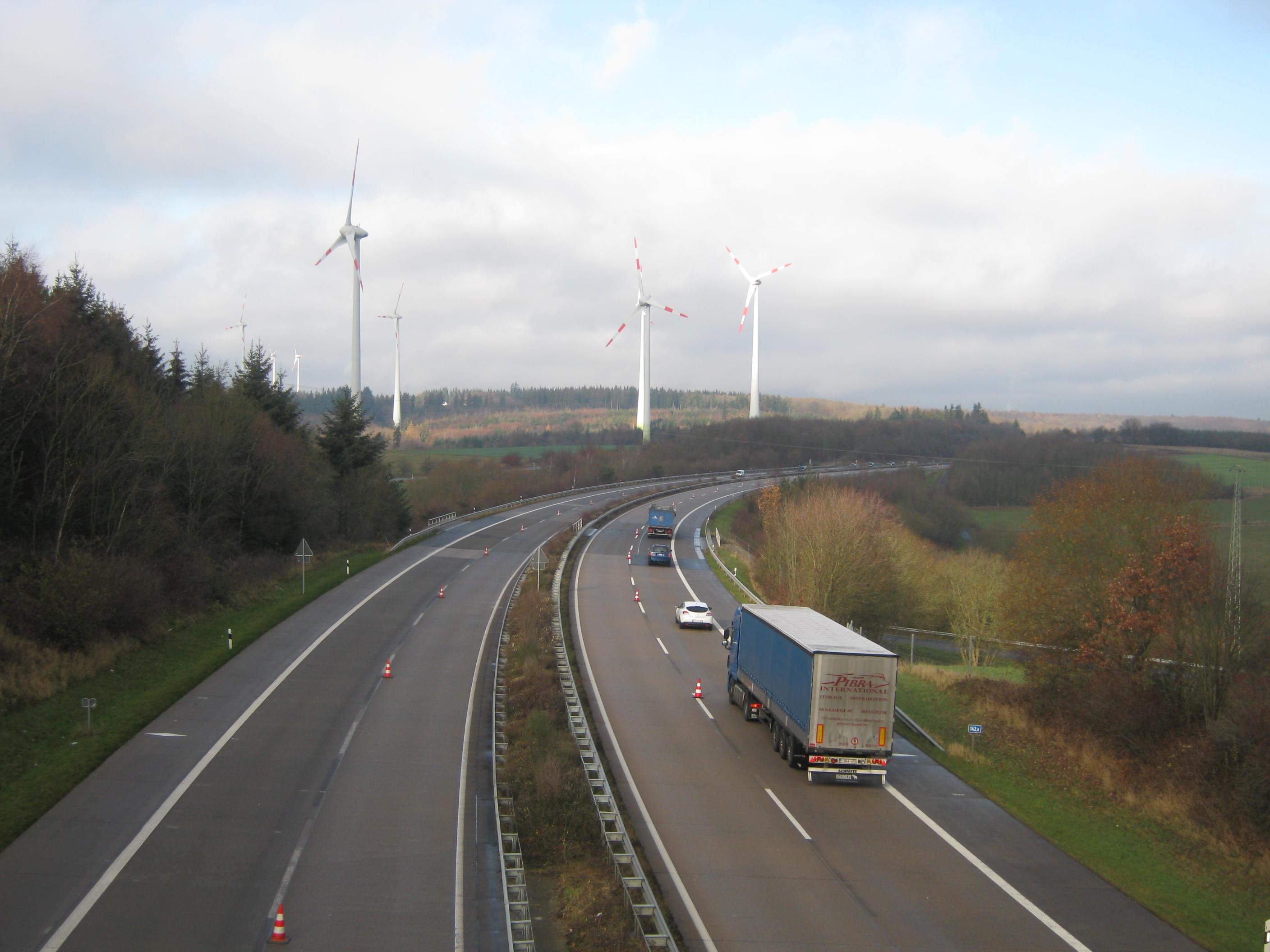
Dálnice A1

  - Dálnice A1A50 a vyšší: dolní Porýní až ke Kolínu
  - A60 a vyšší: Porýní-Falc, Sársko, jižní Hesensko
  - A70 a vyšší: Francko, Vogtsko, Durynsko
  - A80 a vyšší: Bádensko-Württembersko
  - A90 a vyšší: jihozápadní části Bavorska, okolí Bodamského jezera

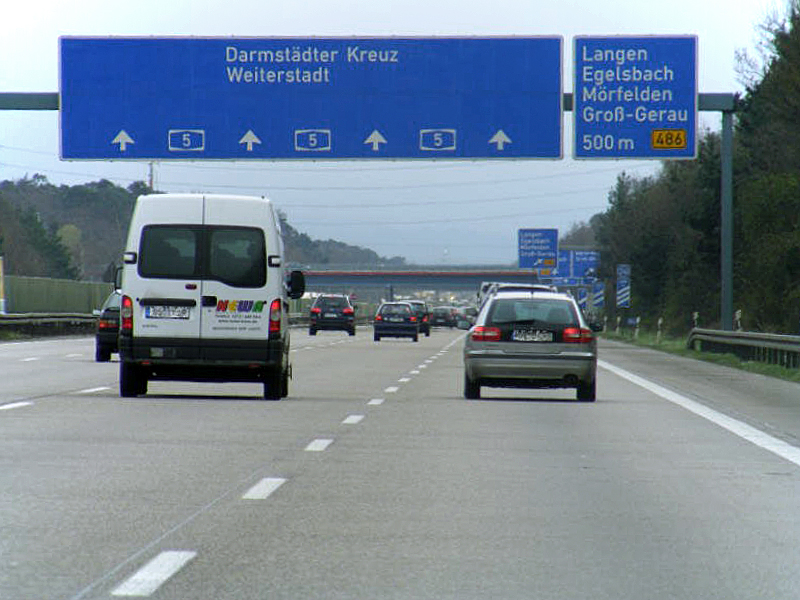
Dálnice A5

- Dálnice A5třímístné číslice se používají regionálně (pro dálnice, spojující dálnici s městem, spojující dvě dálnice apod.). Čísla jsou odvozena od nejbližších dálnic s dvoumístným číslem.

## Seznam vybraných dálnic
| Číslo dálnice | Plánovaná délka | Trasa | Název                     | Evropská silnice |
| ------------- | --------------- | --- | ------------------------- | --- |
| A1            | 732 km          | – Puttgarden – Oldenburg in Holstein – Bad Schwartau – Lübeck – Bargteheide – Hamburg – Maschen – Horst – Buchholz – Bremen – Stuhr – Cloppenburg – Osnabrück – Münster – Hamm – Kamen – Dortmund/Unna – Schwerte – Hagen – Wuppertal – Leverkusen – Köln am Rhein – Erftstadt – Bliesheim – Euskirchen – Blankenheim – Daun – Wittlich – Schweich – Trier – Nonnweiler – Saarbrücken | Hansalinie/Vogelfluglinie | Puttgarden – Lübeck Lübeck – Stuhr Stuhr – Köln Köln – Bliesheim Bliesheim – Blankenheim Daun – Trier Trier – Saarbrücken |
| A2            | 486 km          | Oberhausen – Bottrop – Gladbeck – Gelsenkirchen – Recklinghausen – Dortmund – Kamen – Hamm – Bielefeld – Herford – Bad Oyenhausen – Hannover – Braunschweig – Wolfsburg – Magdeburg – Brandenburg – Dreieck Werder | Warschauer Alee           | Oberhausen – Bad Oyenhausen Bad Oyenhausen – Berlin |
| A3            | 778 km          | – Elten – Wesel – Oberhausen – Duisburg – Breitscheid – Ratingen – Düsseldorf – Hilden – Langenfeld – Leverkusen – Köln – Siegburg – Dernbach – Limburg – Wiesbaden – Mönchhof – Frankfurt am Main – Offenbach – Seiligenstadt – Aschaffenburg – Würzburg – Erlangen – Nürnberg – Altdorf – Regensburg - Deggendorf – Passau – Pocking –                                              |                           | Elten – Oberhausen Oberhausen – Duisburg Duisburg – Dernbach Dernbach – Limburg Limburg – Mönchhof Mönchhof – Seiligenstadt Seiligenstadt – Würzburg (západ) Würzburg (západ) – Würzburg (východ) Würzburg (východ) – Nürnberg Nürnberg – Pocking |
| A4            | 585 km          | – Cáchy – Kerpen – Köln am Rhein – Gummersbach – Olpe – Krombach // Bad Hersfeld – Wommen – Eisenach – Erfurt – Weimar – Jena – Hermsdorf – Gera – Meerane – Chemnitz – Nossen – Dresden – Bautzen – Görlitz – |                           | NL – Aachen Aachen – Olpe Bad Hersfeld – Görlitz |
| A5            | 440 km          | Hattenbach – Homberg – Reiskirchen – Gambach – Bad Homburg – Frankfurt am Main – Darmstadt – Weinheim – Heidelberg – Walldorf – Karlsruhe – Baden-Baden – Offenburg – Freiburg im Breisgau – Neuenburg – Weil am Rhein – |                           | Hattenbach – Reiskirchen Reiskirchen – Darmstadt Darmstadt – Karlsruhe Karlsruhe – Offenburg Offenburg – Neuenburg Neuenburg – Weil am Rhein Weil am Rhein – CH                                                                                   |
| A6            | 477 km          | – Saarbrücken – Neunkirchen – Landstuhl – Kaiserslautern – Frankenthal – Viernheim – Mannheim – Hockenheim – Walldorf – Heilbronn – Crailsheim/Feuchtwangen – Ansbach – Nürnberg – Altdorf – Amberg – Wernberg – Waidhaus – | Via Carolina              | E50 |
| A7            | 961,6 km        | – Flensburg – Schleswig – Rendsburg – Neumünster – Hamburg – Maschen – Horst – Walsrode – Hannover – Hildesheim – Salzgitter – Göttingen – Kassel – Bad Hersfeld – Hattenbach – Fulda – Werneck – Würzburg – Crailsheim/Feuchtwangen – Aalen – Heideheim – Ulm/Elchingen – Neu Ulm – Memmingen – Kempten – Dreieck Allgäu – Füssen – 179                                              |                           | Flensburg – Bad Hersfeld Bad Hersfeld – Hattenbach Hattenbach – Würzburg Würzburg – Memmingen Memmingen – Füssen |
| A8            | 497 km          | A13 – Perl – Saarlouis – Saarbrücken – Neunkirchen – Friedrichsthal – Pirmasens // Karlsruhe – Pforzheim – Leonberg – Stuttgart – Ulm/Elchingen – Augsburg – Dreieck München-Eschenried – Kreuz München-West // München – Kreuz München-Süd – Rosenheim – Bad Reichenhall – |                           | Perl – Saarlouis Karlsruhe – Leonberg Leonberg – Stuttgart Stuttgart – München München – Rosenheim Rosenheim – Bad Reichenhall |
| A9            | 529 km          | Dreieck Potsdam – Dessau – Leipzig – Rippach – Hermsdorf – Hof – Bayreuth – Nürnberg – Feucht – Ingolstadt – Pfaffenhofen – Neufahrn – Kreuz München-Nord – München |                           | Dreieck Potsdam – Leipzig Leipzig – Hof Hof – Nürnberg Nürnberg – Kreuz München-Nord |
| A10           | 196 km          | Dreieck Schwanebeck – Dreieck Spreeau – Kreuz Schönefeld – Ludwigsfelde – Dreieck Nuthetal – Dreieck Potsdam – Dreieck Werder – Spandau – Dreieck Havelland – Kreuz Oranienburg – Dreieck Pankow – Dreieck Schwanebeck | Berliner Ring             | Dreieck Schwanabeck – Dreieck Spreeau Dreieck Spreeau – Kreuz Schönefeld Dreieck Schönefeld – Dreieck Nuthetal Dreieck Nuthetal – Dreieck Potsdam Dreieck Potsdam – Dreieck Werder Dreieck Havelland – Dreieck Schwanabeck                        |
| A11           | 109 km          | – Pomellen – Prenzlau – Eberswalde-Finow – Bernau – Dreieck Schwanebeck |                           | E28 |
| A12           | 58 km           | Dreieck Spreeau – Fürstenwalde – Frankfurt an der Oder – |                           | E30 |
| A13           | 152 km          | Kreuz Schönefeld – Lübbenau – Großräschen – Dresden |                           | Kreuz Schönefeld – Lübbenau Lübbenau – Dresden |
| A14           | 262 km          | Wismar – Schwerin // Magdeburg – Bernburg – Halle – Leipzig – Döbeln – Nossen |                           | Magdeburg – Leipzig |
| A15           | 64 km           | Lübbenau – Cottbus – Bademeusel – | Spreewald Autobahn        | E36 |
| A17           | 44,75 km        | Dresden – Pirna – Bad Gottleuba – | Prager Autobahn           | E55 |
| A19           | 64 km           | Rostock – Güstrow – Wittstock |                           | E55 |
| A20           | 335 km          | Geschendorf – Lübeck – Wismar – Rostock – Greifswald – Neubrandenburg – Prenzlau | Ostsee Autobahn           | Lübeck – Greifswald Greifswald – Neubrandenburg |
| A21           | 52 km           | Wankendorf – Bad Segeberg – Bargteheide |                           | |
| A23           | 87 km           | Heide – Itzehoe – Steinburg – Elmshorn – Hamburg | Westküstenautobahn        | |
| A24           | 52 km           | Hamburg – Schwarzenbek – Schwerin – Wittstock – Neuruppin – Dreieck Havelland |                           | Hamburg – Wittstock Wittstock – Dreieck Havelland |
| A25           | 14 km           | Hamburg – Geesthacht |                           | |